# Carola Söberg
Carola Söberg, nascida em 1982, é uma futebolista sueca, que joga habitualmente a guarda-redes.

Atualmente (2013), joga pelo Tyresö FF.

## Clubes
Tyresö FF

## Títulos
- Campeonato Sueco de Futebol Feminino – 2007, 2008, 2012